# Aigle de sang
L'aigle de sang (blóðörn en vieux-norrois) est un mode d'exécution évoqué dans la littérature norroise, dont les modalités varient selon les sources et dont la véracité reste débattue parmi les spécialistes des Vikings. Il peut s'agir de tailler un aigle sur le dos de la victime. L'aigle de sang peut aussi consister à inciser le dos du supplicié, à séparer les côtes de la colonne vertébrale, puis à les déployer comme les ailes d'un aigle, faisant ainsi sortir les poumons de la poitrine. Le Þáttr af Ragnars sonum en fait une description réunissant ces deux variantes :
Les fils de Ragnar firent tailler un aigle dans le dos d'Aella puis séparèrent toutes les côtes de l'échine avec une hache, de façon à lui arracher par là les poumons.
— Le Dit des fils de Ragnarr (3), traduction de Jean Renaud.

## Témoignages
La littérature scandinave médiévale témoigne de quatre victimes de l'aigle de sang : deux personnages historiques et deux personnages légendaires.
La plus ancienne serait le roi Ælle de Northumbrie. Une strophe de la Knútsdrápa de Sigvatr Þórðarson (XIe siècle) évoque ainsi comment les fils de Ragnar Lodbrok se vengèrent du meurtrier de leur père :
À Jórvík siégeait

Ívarr qui fit

découper un aigle

dans le dos d'Ella.
—Sigvatr Þórðarson, Knútsdrápa (1), traduction de Régis Boyer.
La mise à mort d'Ella est aussi rapportée par la Ragnars saga loðbrókar (17) et la Geste des Danois de Saxo Grammaticus.
Autre victime historique, Hálfdan háleggr (« longue jambe »), fils du roi de Norvège Harald à la Belle Chevelure. Dans l’Orkneyinga saga (8), le jarl des Orcades Torf-Einarr fait subir le supplice de l'aigle de sang à son rival Hálfdan et l'offre à Odin. Snorri Sturluson rapporte la mort de Hálfdane dans les mêmes termes Haralds saga hárfagra (30), mais sans mentionner son aspect odinique.
Des personnages légendaires subissent aussi l'aigle de sang. Dans le Reginsmál (26), il est ainsi découpé sur le dos de Lyngvi, le meurtrier de Sigmund, père de Sigurd. Le Nornagests þáttr (6) cite cette même strophe, et la développe.
Enfin, dans l’Orms þáttr Stórólfssonar (9), le supplice de l'aigle de sang est infligé par Ormr au géant Brúsi, meurtrier de son frère juré Ásbjörn.
Toutes les sources ne font pas état de l'incision des côtes et de l'extraction des poumons. Le Reginsmál, la Ragnars saga et la Gesta Danorum n'évoquent que le découpage d'un aigle sur le dos de la victime (la Gesta Danorum précisant toutefois que du sel fut ensuite jeté sur les blessures).
Alfred P. Smyth a par ailleurs suggéré que le récit par Abbon de Fleury, dans sa Passio Edmundi, du martyre de Saint Edmond serait le premier témoignage du supplice de l'aigle de sang.

## Signification
Les différents exemples fournis par la littérature scandinave médiévale ont conduit à suggérer que l'aigle de sang serait un sacrifice odinique ou une façon de venger son père, mais sa signification reste obscure.

## Historicité
Les chercheurs sont partagés quant à l'historicité et la nature de ce supplice.
Pour Régis Boyer, le rite (avec extraction des poumons) est relativement bien attesté : il a pu constituer une forme particulière de sacrifice humain, encore en usage au début de l’ère commune ; en revanche, il n’était plus pratiqué depuis longtemps à l’âge des Vikings, bien qu’il reste souvent évoqué à leur propos.

### «This bird that never was»(Roberta Frank)
Dans un article paru en 1984 et intitulé Viking atrocity and Skaldic verse: The Rite of the Blood-Eagle, Roberta Frank a contesté que l'aigle de sang ait jamais existé.
Selon elle, son invention provient d'une mauvaise compréhension de la strophe de Sigvatr Þórðarson, seule source de la période viking à attester une telle pratique. Cette strophe, qu'elle qualifie de « cryptic, knotty, and allusive » (« énigmatique, épineuse et allusive »), a en effet une syntaxe qui se prête à deux interprétations.
Ok Ellu bak,

at, lét, hinn's sat,

Ívarr, ara,

Jórvík, skorit.
Le mot ara : « aigle », peut en effet être aussi bien à l'accusatif qu'au datif. Dans le premier cas, la traduction est celle traditionnellement retenue, mais dans le second, la strophe signifierait qu'Ívarr fit découper le dos d'Ella par un aigle. Une telle  formulation signifierait simplement qu'Ívarr causa la mort d'Ella, le transformant ainsi en cadavre susceptible d'être lacéré par un aigle. Des expressions analogues se rencontrent ailleurs en poésie scaldique. Ainsi, Þjóðólfr ór Hvíni évoque-t-il la mort d'Ottar vendilkráka en disant qu'il « tomba sous les griffes de l'aigle » (Ynglingatal, 15). On pourrait ainsi comprendre qu'il fut jeté vivant en pâture aux aigles/vautours, comme il avait fait jeter le roi captif dans une fosse aux serpents.
Du fait de la complexité de la poésie scaldique, ici renforcée par l'influence de la poésie anglo-saxonne sur l'œuvre de Sigvatr, scalde à la cour de Knut le Grand, roi d'Angleterre, elle est parfois mal comprise par les auteurs de sagas, qui, avec le temps, ont parfois tendu à faire une interprétation littérale de ce qui n'était que motifs poétiques.
Cette thèse avancée par Roberta Frank est reprise par Anders Winroth, professeur d’histoire à Yale, dans son livre Au temps des Vikings en 2014.

## Dans la culture populaire

### Au cinéma
Dans le film Midsommar d'Ari Aster (2019), l'un des protagonistes venus assister à une fête traditionnelle dans une contrée reculée de la Suède, finit sacrifié. Son corps est retrouvé suspendu horizontalement dans un poulailler avec le dos écartelé, laissant apparaître les poumons hors de la cage thoracique.

### À la télévision
L'aigle de sang apparaît dans les séries télévisées telles que :
- Meurtres à  Granville, téléfilm policier, coproduction France 3 et Radio Télévision Belge communauté Francophone ;
- Vikings, dans le septième épisode de la deuxième saison L'Aigle de sang et dix-huitième épisode de la quatrième saison Vengeance ;
- Hannibal, cinquième épisode de la première saison Coquilles ;
- Bones, vingt-et-unième épisode de la quatrième saison L'Aigle de sang ;
- Blacklist, dix-septième épisode de la seconde saison Initiative longévité.

### Dans la bande dessinée
Dans la bande dessinée Colomb Pacha de la série Jour J, un homme meurt supplicié par des Vikings selon la méthode de l'aigle de sang.[réf. nécessaire]

### Dans la musique
Le groupe suédois Amon Amarth fait référence à la pratique de l'aigle de sang dans le morceau Blood Eagle provenant de l'album Deceiver of the Gods (2013).
Le groupe suédois Månegarm fait également référence à cette pratique dans leur morceau Blodörn sur l'album Månegarm (2015).
Le groupe américain Anthrax illustre le Blood Eagle dans le clip de sa chanson presque éponyme Blood Eagle Wings, issue de leur dernier album For All Kings (2016).
Le groupe de métal progressif / djent américain Periphery illustre également le Blood Eagle dans sa chanson éponyme Blood Eagle, deuxième piste de son album Hail Stan (2019).

### Dans le jeu vidéo
Dans le jeu Hellblade: Senua's Sacrifice. Dillion, l'amour de Senua, semble avoir été exécuté par cette méthode et est la raison du voyage de la protagoniste vers Helheim.
Dans le jeu Assassin's Creed Valhalla. Ivar, fils de Ragnar Lodbrok, pratique cette méthode sur le roi Rhodri.
Dans le jeu de carte Gwent, une carte de la faction skellige représente cette pratique.

### Dans la littérature
Dans le roman Un monde sans fin de Ken Follett, un pilleur d'église est condamné à l'écorchement par la méthode de l'Aigle de sang et l'opération par le tanneur de la ville est décrite en détail.[réf. nécessaire]